# 神威军
神威军，唐代北衙禁军之一。
神威军本号殿前射生，分左右厢。唐肅宗寶應元年(762年)李輔國曾命射生入宮殺張皇后、越王李係，擁立太子李豫繼位即唐代宗。唐德宗贞元二年（786年）改为殿前左右射生军，贞元三年（787年），改为左右神威军。设监左右神威军使，左右神威军大将军各二人，正三品，左右神威军将军各二人，从三品。唐宪宗元和三年（808年）罢左右，并为一军，号天威军，元和八年（813年）废入神策军。有马军、步军将军及指挥使等，以马军大将军总领。
辽朝有左右神威军上将军、大将军、将军，为南面官，加官，无实职。